# Bertram von Boxberg
Bertram von Boxberg (* 7. August 1957 in Hameln) ist ein deutscher Regisseur, Drehbuchautor, Schauspieler und seit 2016 Politiker in Berlin.

## Leben
Bertram von Boxberg ist ein Sohn des Landwirts und Versicherungsangestellten Ulrich Max von Boxberg und dessen Ehefrau Gertrud, geb. Kuss. Er studierte an der Hochschule für Musik und darstellende Kunst in Hamburg und der Deutschen Film- und Fernsehakademie Berlin. Mit Douglas Welbat und anderen spielte er in der Hamburger Theatergruppe Hempels Theater GmbH. Neben Douglas Welbat und Katja Brügger war er verantwortlich für die Umsetzung der Romanserien Larry Brent und Macabros zu Hörspielen in den 1980er Jahren.
Ab 1981 arbeitete er als Schauspieler an verschiedenen deutschen Theatern, u.a am Oldenburgischen Staatstheater, an den städt. Bühnen Osnabrück und den Burgfestspielen Jagsthausen.
Ab 1991 ist er freischaffend als Filmemacher tätig
Von 2012 bis 2014 arbeitete er als Autor des ARD-Politmagazins Kontraste für den rbb.
Seit 2013 leitet Boxberg die Öffentlichkeitsarbeit der evangelischen Zwölf-Apostel-Gemeinde in Berlin-Schöneberg, mit dem Ziel, die Bekanntheit des Friedhofs Alter Zwölf-Apostel-Kirchhof zu erhöhen.
Seit 2016 ist er Mitglied der Bezirksverordnetenversammlung im Berliner Bezirk Tempelhof-Schöneberg für Bündnis 90/Die Grünen Berlin. Seit Januar 2024 ist er gemeinsam mit Ronja Losert Fraktionsvorsitzender der Grünen in der BVV Tempelhof-Schöneberg.
Gemeinsam mit Matthias Kollatz und weiteren Personen klagte er (vergebens) gegen die Wiederholungswahl zum 19. Abgeordnetenhaus von Berlin.

## Filmographie

### Als Darsteller
- 1978: Schwüle Tage
- 1980: Ein Mann fürs Leben
- 1981–1982: St. Pauli-Landungsbrücken (Fernsehserie, drei Folgen)
- 1982: Kreisbrandmeister Felix Martin – Das Mädchen auf dem Dach
- 1982: Unheimliche Geschichten (Fernsehserie, Folge 3) – Zwei Augen im Dunkel
- 1988: Schmetterlinge, Regie: Wolfgang Becker, Student Academy Awards (Studenten Oskar) 1988
- 1991: Eines Tages irgendwann, Regie: Vadim Glowna
- 2001: Traumfrau mit Verspätung

### Als Regisseur/Autor
- 1985: Der Staatsbesuch, Kurz-Spielfilm
- 1990: Alles offen
- 1991: Die Erbschaft
- 1993: Wer zweimal lügt
- 2000: In den Strassen von Miami  Dokumentarfilm, arte
- 2000: Der Offizier, ZDF History
- 2001: Der gute Mann von Tiflis
- 2002: Helden ohne Publikum, Dokumentarfilm, arte
- 2002: Zug um Zug – Budapest 1944, Spielfilm
- 2006: Lebensträume. Willy Messerschmitt – Flugzeuge für Krieg und Frieden
- 2011: Himmelsstürmerinnen, Deutsche Fliegerinnen, ZDF History
- 2012: Vier Wochen Asyl, ARD-Doku
- 2013: Yussuf: Die Geschichte einer Flucht, für ARD-Kontraste, Deutscher Menschenrechts-Filmpreis, Jahrgang 2014